# Cézallier
De Cézallier is een gebergte in het Centraal Massief in Midden-Frankrijk. Het gebergt heeft een vulkanische oorsprong en heeft als hoogste punt Le Luguet (1547 m). De Cézallier ligt op de grens tussen de departementen Cantal en Puy-de-Dôme in de regio Auvergne-Rhône-Alpes. Het gaat om een plateau met een gemiddelde hoogte tussen 1200 en 1500 m dat wordt doorsneden door enkele rivierdalen, zoals dat van de Sianne.
De streek is dunbevolkt en wordt gebruikt als zomerweiden voor rundvee. Vanuit onder andere Allanche vertrekt jaarlijke de transhumance naar de Cézallier. Archeologische vondsten tonen aan dat de streek in vroegere, warmere perioden meer bevolkt was. Het gaat dan voornamelijk om de bronstijd (2000 - 450 v.Chr.), maar ook om de Gallische periode (450 - 200 v.Chr.) en de middeleeuwen (11e - 14e eeuw). Zo is er op de zuidwestelijke flank van Le Luguet op 1250 m hoogte de archeologische site van een verlaten middeleeuwse nederzetting. Maar de streek telt ook tientallen tumuli.